# San Pietro in Amantea
San Pietro in Amantea község (comune) Olaszország Calabria régiójában, Cosenza megyében.

## Fekvése
A megye délnyugati részén fekszik. Határai: Aiello Calabro, Amantea, Belmonte Calabro és Lago.

## Története
A történelem során egy kis falu volt. A 11. századig Amantea része volt, majd Tropeához került. A 17. században Belmonte Calabro hercegei szerezték meg. A 19. század elején vált önálló községgé, amikor a Nápolyi Királyságban felszámolták a feudalizmust s ezt követően gyors fejlődésnek indult.

## Népessége
A népesség számának alakulása:

## Főbb látnivalói
- San Bartolomeo Apostolo-templom
- Santa Maria delle Grazie-templom